# Абовян, Овик Арамаисович
О́вик Арамаи́сович Абовя́н (арм. Հովիկ Արամայիսի Աբովյան, род. 1 июня 1964, Кохб, Ноемберянский район) — армянский политический и государственный деятель.

## Биография
- 1991 — окончил Кироваканский филиал Ереванского политехнического института по специальности инженер-механик автодорожностроительных машин и механизмов. Награждён медалью и почётной грамотой им. Фридриха Ньюнсена (1998)[источник не указан 882 дня].
- С 1985 — был строительным рабочим в Ноемберянском автохозяйстве.
- 1991—1993 — председатель кооператива «Марина» в Ноемберяне.
- 1993—1994 — инспектор Ноемберянской государственной налоговой инспекции Армении.
- 1994—1995 — таможенный инспектор Баграташенского ТП, в 1995—1998 — заместитель начальник, в 1996—1998 — начальник Баграташенского ТП, в 1998—2000 — начальник Бавринского ТП Ширакского территориального ТП министерства государственных доходов Армении, в 2000—2001 — начальник Баграташенского ТП, затем начальник ТП Гогаван-Привольное[1].
- 25 мая 2002 — депутат парламента. Член постоянной комиссии по финансово-кредитным, бюджетным и экономическим вопросам. Член «РПА».
- 2003—2007 — вновь депутат парламента. Член постоянной комиссии по финансово-кредитным, бюджетным и экономическим вопросам. Член «РПА».
- 2007 — Начальник Баграташенского ТП
- 2014—2016 губернатор Тавушской области[2].

В 2023 г. обвинен прокуратурой в сокрытии незаконно нажитого имущества.

## Награды
- Медаль Признательности[арм.] (28 декабря 2016 года) — за добросовестный и эффективный труд[4]